# Shorttrack op de Olympische Winterspelen
De olympische sportdiscipline shorttrack staat sinds 1992 op het programma van de Olympische Winterspelen als medaillesport. Vier jaar eerder was het een demonstratiesport.
Samen met de olympische sportdisciplines kunstschaatsen en langebaanschaatsen wordt het shorttracken georganiseerd door de Internationale Schaatsunie (ISU) onder auspiciën van het Internationaal Olympisch Comité. 

## Edities
| Spelen    | Jaar      | Gaststad / Gastland                           | Accommodatie                                  | Datum                                         | Landen                                        | Sporters                                      | Sporters                                      | Sporters                                      | Ond.                                          | Winnaar medaillespiegel                       |
| Spelen    | Jaar      | Gaststad / Gastland                           | Accommodatie                                  | Datum                                         | Landen                                        | Totaal                                        | M                                             | V                                             | Ond.                                          | Winnaar medaillespiegel                       |
| --------- | --------- | --------------------------------------------- | --------------------------------------------- | --------------------------------------------- | --------------------------------------------- | --------------------------------------------- | --------------------------------------------- | --------------------------------------------- | --------------------------------------------- | --------------------------------------------- |
| XXV       | 2026      | Milaan en Cortina d'Ampezzo, Italië           | Mediolanum Forum (in Assago)                  | 6–22 februari                                 |                                               |                                               |                                               |                                               | 9                                             |                                               |
| XXIV      | 2022      | Peking, China                                 | Capital Indoor Stadium                        | 5–16 februari                                 | 23                                            | 112                                           | 58                                            | 54                                            | 9                                             | Zuid-Korea                                    |
| XXIII     | 2018      | Pyeongchang, Zuid-Korea                       | Gangneung Ice Arena                           | 10–22 februari                                | 22                                            | 115                                           | 59                                            | 56                                            | 8                                             | Zuid-Korea                                    |
| XXII      | 2014      | Sotsji, Rusland                               | IJsberg Schaatspaleis                         | 10–21 februari                                | 25                                            | 106                                           | 56                                            | 50                                            | 8                                             | Rusland                                       |
| XXI       | 2010      | Vancouver, Canada                             | Pacific Coliseum                              | 13–26 februari                                | 23                                            | 109                                           | 54                                            | 55                                            | 8                                             | China                                         |
| XX        | 2006      | Turijn, Italië                                | Torino Palavela                               | 12–25 februari                                | 24                                            | 106                                           | 54                                            | 52                                            | 8                                             | Zuid-Korea                                    |
| XIX       | 2002      | Salt Lake City, Verenigde Staten              | Salt Lake Ice Center                          | 13–23 februari                                | 26                                            | 111                                           | 60                                            | 51                                            | 8                                             | China                                         |
| XVIII     | 1998      | Nagano, Japan                                 | White Ring                                    | 17–21 februari                                | 18                                            | 94                                            | 49                                            | 45                                            | 6                                             | Zuid-Korea                                    |
| XVII      | 1994      | Lillehammer, Noorwegen                        | Hamar Olympic Amfi                            | 22–26 februari                                | 19                                            | 87                                            | 46                                            | 41                                            | 6                                             | Zuid-Korea                                    |
| XVI       | 1992      | Albertville, Frankrijk                        | Halle Olympique                               | 18–22 februari                                | 16                                            | 86                                            | 44                                            | 42                                            | 4                                             | Zuid-Korea                                    |
| XV        | 1988      | Calgary, Canada                               | Max Bell Centre                               | 22–25 februari                                | ?                                             | ?                                             | ?                                             | ?                                             | 0 + 10 d.                                     | Nederland                                     |
| 1924-1984 | 1924-1984 | Geen shorttrack op de Olympische Winterspelen | Geen shorttrack op de Olympische Winterspelen | Geen shorttrack op de Olympische Winterspelen | Geen shorttrack op de Olympische Winterspelen | Geen shorttrack op de Olympische Winterspelen | Geen shorttrack op de Olympische Winterspelen | Geen shorttrack op de Olympische Winterspelen | Geen shorttrack op de Olympische Winterspelen | Geen shorttrack op de Olympische Winterspelen |

## Onderdelen
| Onderdeel             | Onderdeel        | 88 | 92 | 94 | 98 | 02 | 06 | 10 | 14 | 18 | 22 | 26 | Totaal |
| --------------------- | ---------------- | -- | -- | -- | -- | -- | -- | -- | -- | -- | -- | -- | ------ |
| Mannen                | 500 m            | d  |    | •  | •  | •  | •  | •  | •  | •  | •  | •  | 9      |
| Mannen                | 1000 m           | d  | •  | •  | •  | •  | •  | •  | •  | •  | •  | •  | 10     |
| Mannen                | 1500 m           | d  |    |    |    | •  | •  | •  | •  | •  | •  | •  | 7      |
| Mannen                | 5000 m aflossing | d  | •  | •  | •  | •  | •  | •  | •  | •  | •  | •  | 10     |
|                       |                  |    |    |    |    |    |    |    |    |    |    |    |        |
| Vrouwen               | 500 m            | d  | •  | •  | •  | •  | •  | •  | •  | •  | •  | •  | 10     |
| Vrouwen               | 1000 m           | d  |    | •  | •  | •  | •  | •  | •  | •  | •  | •  | 9      |
| Vrouwen               | 1500 m           | d  |    |    |    | •  | •  | •  | •  | •  | •  | •  | 7      |
| Vrouwen               | 3000 m aflossing | d  | •  | •  | •  | •  | •  | •  | •  | •  | •  | •  | 10     |
|                       |                  |    |    |    |    |    |    |    |    |    |    |    |        |
| Gemengd               | 2000 m aflossing |    |    |    |    |    |    |    |    |    | •  | •  | 2      |
| Totaal                | Totaal           | 0  | 4  | 6  | 6  | 8  | 8  | 8  | 8  | 8  | 9  | 9  | 74     |
| Afgevoerde onderdelen | 3000 m (m)       | d  |    |    |    |    |    |    |    |    |    |    |        |
| Afgevoerde onderdelen | 3000 m (v)       | d  |    |    |    |    |    |    |    |    |    |    |        |

d = demonstratie onderdeel; • = medaille onderdeel

## Medaillewinnaars
Succesvolste olympiërs
Tien shorttrackers staan vermeld op de lijst van succesvolste medaillewinnaars op de Olympische Winterspelen. De Rus en voormalige Zuid-Koreaan Viktor An is de eerste in de lijst, hij won op de Spelen van 2006 (als Zuid-Koreaan) en 2014 (als Rus) beide keren driemaal goud en eenmaal brons. Het record aantal staat op naam van Arianna Fontana die op vijf Olympische spelen 11 medailles 2-4-5 heeft verzamld op alle vijf de onderdelen.
Tot en met de Olympische winter spelen van 2022.
| P | Olympiër                 | Land    | Editie(s) | Goud | Zilver | Brons | T | Onderdeel                                        |
| - | ------------------------ | ------- | --------- | ---- | ------ | ----- | - | ------------------------------------------------ |
| 1 | Viktor An (Ahn Hyun-soo) | KOR RUS | 2006-2014 | 6    | 0      | 2     | 8 | m: 500m (2), 1000m (2), 1500m (2), aflossing (2) |
| 2 | Charles Hamelin          | CAN     | 2006-2014 | 4    | 1      | 1     | 6 | m: 500m (1), 1500m (1), aflossing (4)            |
| 3 | Wang Meng                | CHN     | 2006-2010 | 4    | 1      | 1     | 6 | v: 500m (2), 1000m (2), 1500m (1), aflossing (1) |
| 4 | Chun Lee-kyung           | KOR     | 1994-1998 | 4    | 0      | 1     | 5 | v: 500m (1), 1000m (2), aflossing (2)            |
| 5 | Choi Min-jeong           | KOR     | 2018-2022 | 3    | 2      | 0     | 5 | v: 1000m (1), 1500m (2), aflossing (2)           |
| 6 | Suzanne Schulting        | NED     | 2018-2022 | 3    | 1      | 2     | 6 | v: 500m (1), 1000m (2), 1500m (1), aflossing (2) |
| 7 | Marc Gagnon              | CAN     | 1994-2002 | 3    | 0      | 2     | 5 | m: 500m (1), 1000m (1), 1500m (1), aflossing (2) |
| 8 | Kim Ki-hoon              | KOR     | 1992-1994 | 3    | 0      | 0     | 3 | m: 1000m (2), aflossing (1)                      |
| 8 | Jin Sun-yu               | KOR     | 2006      | 3    | 0      | 0     | 3 | v: 1000m (1), 1500m (1), aflossing (1)           |
| 8 | Zhou Yang                | CHN     | 2010-2014 | 3    | 0      | 0     | 3 | v: 1500m (2), aflossing (1)                      |

Meervoudige medaillewinnaars
Medaillewinnaars met ten minste vier medailles in totaal.
| Olympiër                | Land | Editie(s) | T  | Goud | Zilver | Brons | Onderdeel                                                               |
| ----------------------- | ---- | --------- | -- | ---- | ------ | ----- | ----------------------------------------------------------------------- |
| Arianna Fontana         | ITA  | 2006-2022 | 11 | 2    | 4      | 5     | v: 500m (4), 1000m (1), 1500m (2), aflossing (3), aflossing gemengd (1) |
| Apolo Anton Ohno        | USA  | 2002-2010 | 8  | 2    | 2      | 4     | m: 500m (1), 1000m (3), 1500m (2), aflossing (2)                        |
| Yang Yang (A)           | CHN  | 2002-2006 | 5  | 2    | 2      | 1     | v: 500m (1), 1000m (2), aflossing (2)                                   |
| François-Louis Tremblay | CAN  | 2002-2010 | 5  | 2    | 2      | 1     | m: 500m (2), aflossing (3)                                              |
| Park Seung-hi           | KOR  | 2010-2014 | 5  | 2    | 0      | 3     | v: 500m (1), 1000m (2), 1500m (1), aflossing (1)                        |
| Lee Ho-suk              | KOR  | 2006-2010 | 5  | 1    | 4      | 0     | m: 1000m (2), 1500m (1), aflossing (2)                                  |
| Yang Yang (S)           | CHN  | 1998-2002 | 5  | 0    | 4      | 1     | v: 500m (1), 1000m (2), aflossing (2)                                   |
| Wu Dajing               | CHN  | 2014-2022 | 5  | 2    | 2      | 1     | m: 500m (2), aflossing (2), aflossing gemengd (1)                       |
| Li JiaJun               | CHN  | 1998-2006 | 5  | 0    | 2      | 3     | m: 1000m (1), 1500m (2), aflossing (2)                                  |
| Choi Eun-kyung          | KOR  | 2002-2006 | 4  | 2    | 2      | 0     | v: 1500m (2), aflossing (2)                                             |
| Éric Bédard             | CAN  | 1998-2006 | 4  | 2    | 1      | 1     | m: 1000m (1), aflossing (3)                                             |
| Cathy Turner            | USA  | 1992-1994 | 4  | 2    | 1      | 1     | v: 500m (2), aflossing (2)                                              |
| Shim Suk-hee            | KOR  | 2014-2018 | 4  | 2    | 1      | 1     | v: 1000m (1), 1500m (1), aflossing (2)                                  |
| Liu Shaoang             | HUN  | 2018-2022 | 4  | 2    | 0      | 2     | m: 500m (1), 1000m (1) aflossing (1), aflossing gemengd                 |
| Tania Vicent            | CAN  | 1998-2010 | 4  | 0    | 2      | 2     | v: aflossing (4)                                                        |
| Kim Boutin              | CAN  | 2018-2022 | 4  | 0    | 1      | 3     | v: 500m (2), 1000m (1), 1500m (1), aflossing (1)                        |

## Medaillespiegel
Tot en met de Olympische Winterspelen van 2022.
| Plaats | Land             | NOC    | Goud | Zilver | Brons | Totaal |
| ------ | ---------------- | ------ | ---- | ------ | ----- | ------ |
| 1      | Zuid-Korea       | KOR    | 26   | 16     | 11    | 53     |
| 2      | China            | CHN    | 12   | 16     | 9     | 37     |
| 3      | Canada           | CAN    | 10   | 13     | 14    | 33     |
| 4      | Verenigde Staten | USA    | 4    | 7      | 9     | 20     |
| 5      | Italië           | ITA    | 3    | 6      | 6     | 15     |
| 6      | Nederland        | NED    | 3    | 3      | 3     | 9      |
| 7      | Rusland          | RUS    | 3    | 2      | 3     | 8      |
| 8      | Hongarije        | HUN    | 2    | 0      | 2     | 4      |
| 9      | Japan            | JPN    | 1    | 0      | 2     | 3      |
| 10     | Australië        | AUS    | 1    | 0      | 1     | 2      |
| 11     | Bulgarije        | BUL    | 0    | 2      | 1     | 3      |
| 12     | Gezamenlijk team | EUN    | 0    | 0      | 1     | 1      |
| 12     | Groot-Brittannië | GBR    | 0    | 0      | 1     | 1      |
| 12     | Noord-Korea      | PRK    | 0    | 0      | 1     | 1      |
| 12     | België           | BEL    | 0    | 0      | 1     | 1      |
| Totaal | Totaal           | Totaal | 65   | 65     | 65    | 195    |